# Kolegium (soud)
Kolegium je u vyšších soudů organizační celek, který sdružuje všechny soudce daného soudu věnující se agendě určitého základního právního odvětví. 

## Nejvyšší soud České republiky
Nejvyšší soud má vytvořena dvě kolegia:
- trestní kolegium (TK) – věnuje se agendě trestní. Předsedou kolegia je JUDr. František Púry, Ph.D.
- občanskoprávní a obchodní kolegium (OOK) – bylo vytvořeno rozhodnutím pléna soudu o sloučení občanskoprávního kolegia a obchodního kolegia, věnuje se proto jak občanskoprávní agendě, tak agendě obchodní, tedy všem věcem v rámci občanskoprávního řízení. Předsedou kolegia je JUDr. Pavlína Brzobohatá.

Každé kolegium má vytvořen jeden velký senát, který rozhoduje tehdy, jestliže standardní tříčlenný senát dospěl k právnímu názoru, který je odlišný od dosavadní judikatury Nejvyššího soudu. Kolegia také sledují a vyhodnocují pravomocná rozhodnutí soudů nižších stupňů a v zájmu sjednocování judikatury zaujímají stanoviska k jejich rozporné rozhodovací činnosti, která sice nejsou pro ostatní soudy závazná, ale která působí silou své přesvědčivosti a také tím, že dávají najevo, jak by Nejvyšší soud zřejmě rozhodl, pokud by se určitá věc dostala až k němu. Kromě toho vybírají významná rozhodnutí Nejvyššího soudu i soudů nižších stupňů, která jsou poté publikována ve Sbírce soudních rozhodnutí a stanovisek. Jednání kolegií jsou neveřejná.

### Historie
Kolegia byla poprvé zavedena u Československého nejvyššího soudu v roce 1953, a to kolegium trestní, občanskoprávní a vojenské (zabývalo se vojenskou trestní agendou), přičemž takovou strukturu převzal i federální Nejvyšší soud ČSSR, stejně jako republikový Nejvyšší soud ČSR. Ke změně došlo až po roce 1991, federální Nejvyšší soud ČSFR měl trestní, vojenské, občanskoprávní, obchodní a správní kolegium, republikový Nejvyšší soud ČR jen trestní, občanskoprávní, obchodní a správní kolegium.
Po vzniku samostatné České republiky měl Nejvyšší soud České republiky zřízena pouze kolegia trestní, vojenské, občanskoprávní a obchodní, neboť Ústava předpokládala ustavení samostatného Nejvyššího správního soudu (k tomu však došlo až o deset let později v roce 2003). V souvislosti se zrušením vojenského soudnictví zaniklo ještě koncem roku 1993 vojenské kolegium; mezi roky 1997–2000 pak došlo ke sloučení občanskoprávního a obchodního kolegia, poté byly rozděleny, ale od roku 2007 opět sloučeny. Působnost kolegií byla obdobná dnešní úpravě, sledovala rozhodovací činnost soudů, na základě toho zaujímala stanoviska a rozhodovala o publikaci judikátů Nejvyššího soudu, navíc ale i zpracovávala připomínky k osnovám zákonů.
Specifické postavení Vrchního soudu v Praze, který vznikl transformací z republikového Nejvyššího soudu ČR, zapříčinilo to, že i u tohoto soudu kolegia fungovala, a to trestní, vojenské, občanskoprávní, obchodní i správní. Jejich působnost byla stejná jako u Nejvyššího soudu, s výjimkou přijímání stanovisek, ke kterým musela nejdříve získat jeho vyjádření. K roku 1996 (kdy vzniká i Vrchní soud v Olomouci) však byla zrušena.

## Nejvyšší správní soud České republiky
Nejvyšší správní soud měl v letech 2004–2013 také vytvořena dvě kolegia, finančně-správní (agenda daní, poplatků, cel, cenných papírů, penzijních fondů, penzijního připojištění, pojišťovnictví, ochrany hospodářské soutěže a loterií) a sociálně-správní (agenda důchodového pojištění, nemocenského pojištění, zdravotního pojištění, sociální pomoci, státní sociální podpory, sociálně-právní ochrany dětí, zaměstnanosti, služebních poměrů a zájmové a profesní samosprávy). Kolegia také mohla sledovat a vyhodnocovat pravomocná rozhodnutí správních soudů a v zájmu sjednocování judikatury zaujímat stanoviska k jejich rozporné rozhodovací činnosti. 
Po celou dobu své existence ale nenalezla své opodstatnění a v rozhodovací praxi soudu nehrála téměř žádnou roli. Proto byla k 1. lednu 2014 usnesením pléna Nejvyššího správního soudu ze dne 27. 11. 2013, č. j. S 4/2013-2/3, zrušena. Spolu s tímto rozhodnutím byla také zrušena specializace jednotlivých soudních senátů.